# Джоанна Басфорд
Джоанна Басфорд (англ. Johanna Basford, 1983, Шотландія) — шотландська художниця, ілюстраторка, відома у світі як авторка серії розмальовок.

## Біографія
Народилася в 1983 році в Шотландії, в графстві Абердин. З дитинства любила малювати. Навчалася у коледжі мистецтв і дизайну Дункана Джорданстоунського (м. Данді, Шотландія) за спеціальністю «Шовкографія». Кілька років стажувалася в Англії та Шотландії. Згодом створила власну студію.
До художниці звертаються багато відомих компаній, серед яких — «BBC», «Hallmark», «Johnson & Johnson» та інші. Роботи Басфорд можна знайти у книжках-розмальовках, на ярликах та продукції відомих торгових марок (Starbucks, Sony, Nike) і навіть як малюнки для татуювання. Свої ілюстрації, переважно чорно-білі, Джоанна створює вручну олівцями та ручками.
З 4 травня до 7 липня 2013 року в центрі сучасного мистецтва в Данді (Dundee Contemporary Arts) відбулася перша виставка Басфорд, що мала назву «Wonderlands». Це була одна з найуспішніших виставок Dundee Contemporary Arts, аудиторія якої становила 8488 відвідувачів.
Живе в Шотландії, одружена, має доньку.

## Творчість
У 2013 році Джоанна Басфорд випустила розмальовку «Чарівний сад», спричинивши справжній переворот у видавничій діяльності. У світі продано понад 16 млн примірників «Чарівного саду» та «Зачарованого лісу».

## Українські переклади
- Чарівний сад / Джоанна Басфорд ; пер. з англ. К. Міхаліциної. — Львів : Видавництво Старого Лева, 2014. — 96 с., іл.
- Зачарований ліс / Джоанна Басфорд ; пер. з англ. К. Міхаліциної. — Львів : Видавництво Старого Лева, 2015. — 86 с., іл.
- Загублений океан / Джоанна Басфорд ; пер. з англ. К. Міхаліциної. — Львів : Видавництво Старого Лева, 2015. — 88 с., іл.
- Магія джунглів / Джоанна Басфорд ; пер. з англ. К. Міхаліциної. — Львів : Видавництво Старого Лева, 2017. — 88 с., іл.
- Різдво Джоанни / Джоанна Басфорд ; пер. з англ. К. Міхаліциної. — Львів : Видавництво Старого Лева, 2017. — 80 с., іл.

Виданням розмальовок Джоанни Басфорд «Видавництво Старого Лева» започаткувало новий для українського видавничого ринку формат — розмальовку-антистрес для дорослих. У 2015 році «Чарівний сад» залишався лідером продажів серед українських видань (за даними мережі Книгарня «Є»). До кінця 2015 року загальний тираж українського видання розмальовки «Чарівний сад» перевищив 100 000 примірників. 